# سیارک ۲۲۹۱۰
سیارک ۲۲۹۱۰ (به انگلیسی: 22910 Ruiwang، نامگذاری:1999TM30) بیست و دو هزار و نهصد و دهمین سیارک کشف شده‌است که در ۴ اکتبر ۱۹۹۹ کشف شد.
قدر مطلق سیارک برابر ۱۰.۲ است.